# Amazoneura juruaensis
Amazoneura juruaensis – gatunek ważki z rodziny łątkowatych (Coenagrionidae). Endemit zachodniej Brazylii, znany tylko z miejsca typowego w pobliżu miasta Mâncio Lima w stanie Acre.